# Stea variabilă Orion
O stea variabilă Orion este o stea variabilă care prezintă variații neregulate și eruptive în luminozitatea sa și este adesea asociată cu o nebuloasă difuză. Se crede că acestea sunt stele tinere, care vor deveni mai târziu regulare și non-variabile.